# Jesienna osutka sosny

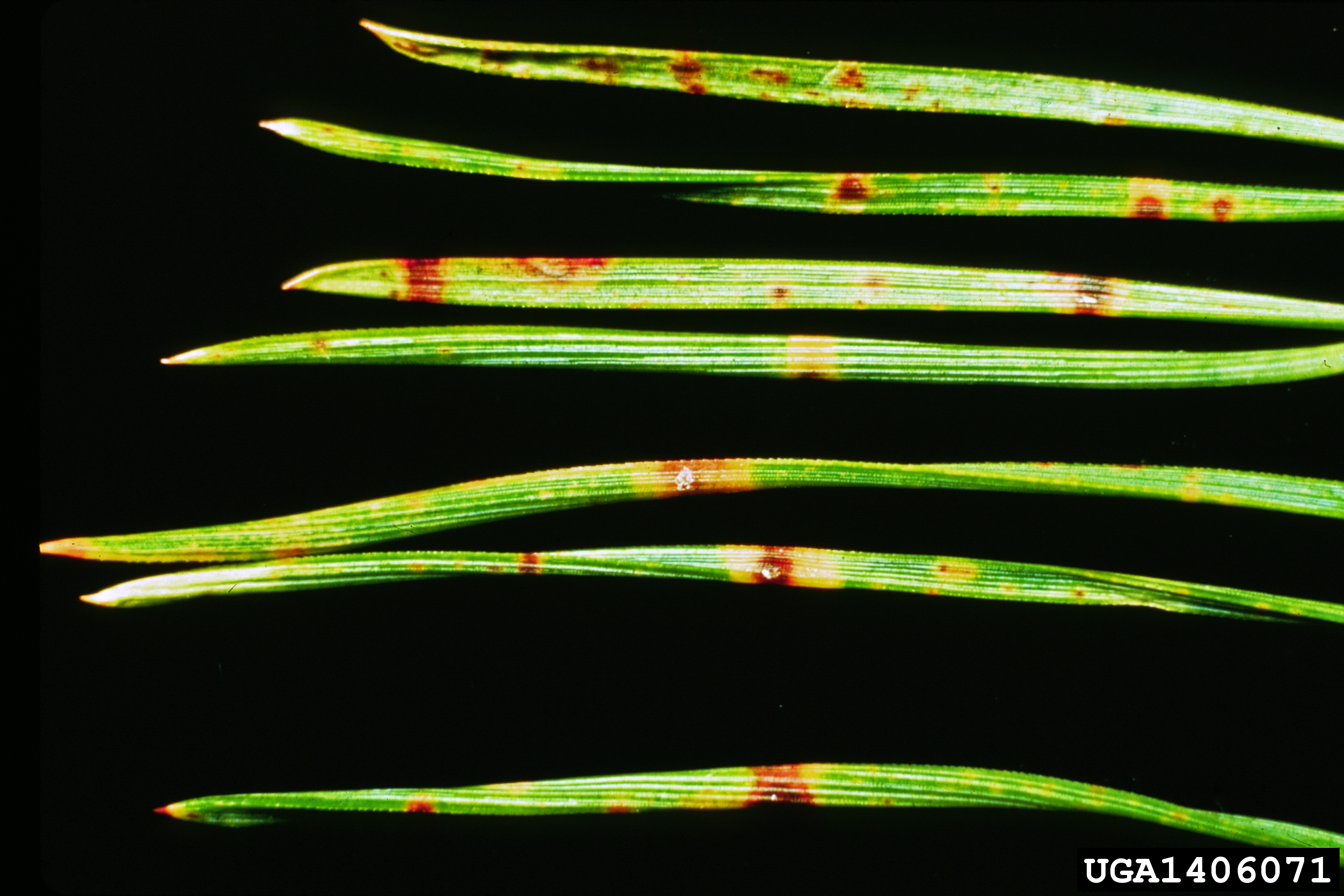
Objawy porażenia igieł sosny przez Lophiodermum pinastri

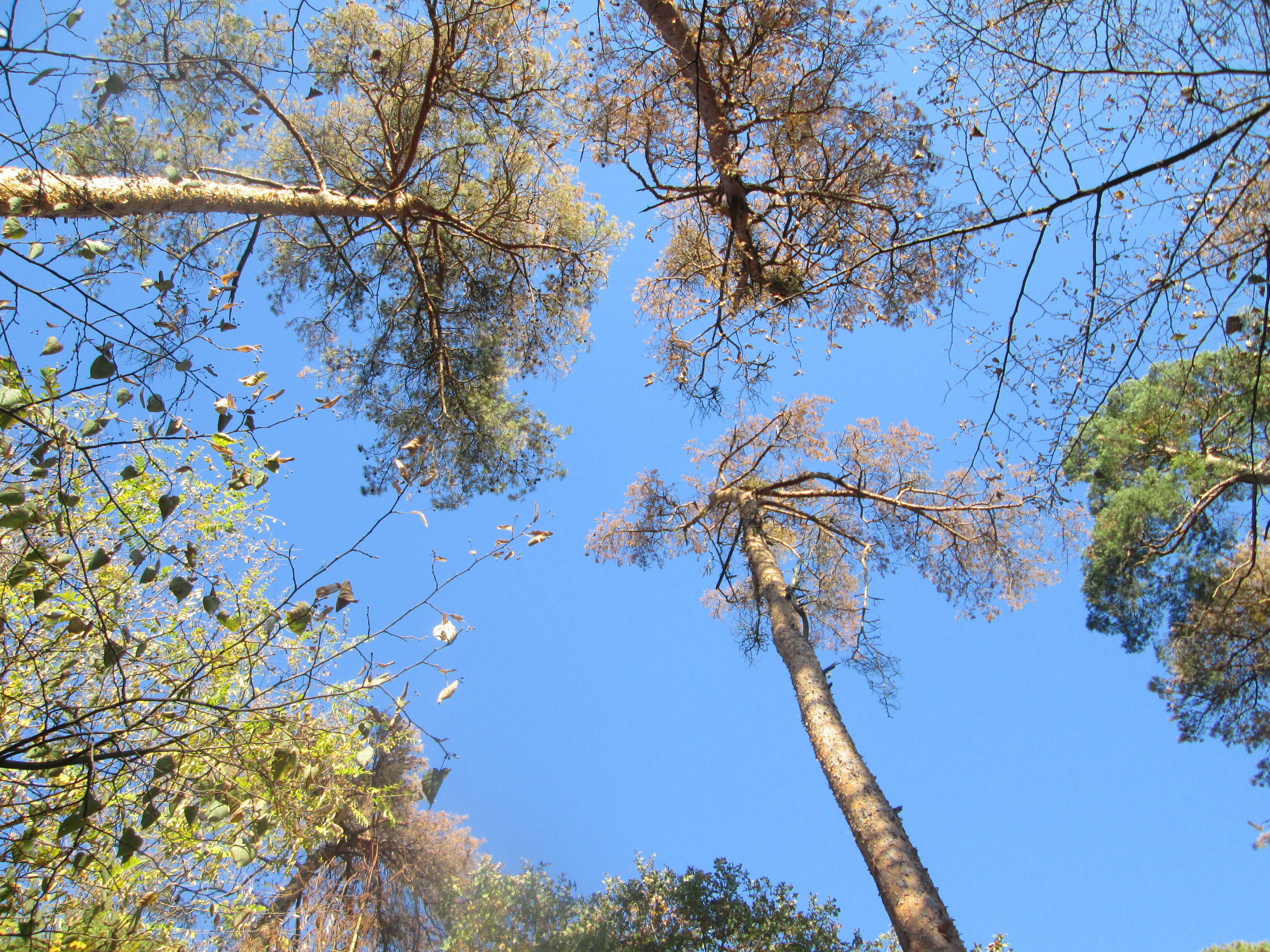
Porażone korony drzew

Jesienna osutka sosny (ang. dieback of pine, leaf blight of pine) – choroba sosny (Pinus) wywołana przez kilka gatunków grzybów. Jest jedną z chorób powodujących zamieranie pędów drzew i krzewów iglastych i jedną z kilku osutek sosen.

## Objawy i szkodliwość
W Polsce zwrócono uwagę na przedwczesne opadanie igieł sosny w latach 70. XX wieku. Stało się ono szczególnie niebezpieczne w młodych drzewostanach. Porażone igły w lecie zaczynają żółknąć; początkowo stają się żółtawozielone o marmurkowatym deseniu, potem rdzawobrunatne w końcu brunatne bez marmurkowatego desenia. W październiku-listopadzie przy lekkim poruszeniu gałęzi dość nagle opadają. Objawy choroby występują na sosnach w wieku od 6 do około 15 lat, tylko na dwuletnich, czasami jeszcze starszych igłach. Nigdy nie występuje na igłach tegorocznych. Gdy porażone igły opadną, na drzewie nadal pozostają igły tegoroczne, co drzewu nadaje charakterystyczny wygląd. Z czasem igły na ostatnich przyrostach przerzedzają się i skracają, a pędy zamierają. W sprzyjających patogenowi warunkach pogodowych silnie porażone drzewo może wyglądem przypominać zamieranie pędów sosny wywołane przez grzyba Gremmeniella abietina. Czasami takie silnie porażone drzewa obumierają, ale w warunkach sprzyjających roślinie nawet silnie porażone drzewo może się zregenerować.
Choroba ma duże znaczenie gospodarcze, gdyż atakowane przez nią igły dwuletnie i starsze mają w tworzeniu rocznego przyrostu masy taki sam udział, jak igły tegoroczne.

## Etiologia
Nie do końca jeszcze przebadano przyczyny choroby. Według badań polskich mykologów za głównego sprawcę uważa się gatunek Sydowia polyspora, ale wśród patogenów wywołujących tę chorobę wymienia się także Cyclaneusma minus i Lophodermium pinastri. Brak podstaw do przesądzania, który z tych patogenów pełni ważniejszą rolę. Z porażonych dwuletnich igieł izolowano jeszcze inne gatunki grzybów: Epicoccum nigrum i Coniothyrium fuckelii. Przypuszcza się, że one także mogą wywoływać tę chorobę, a przynajmniej przyspieszają jej przebieg.
Choroba atakuje wiele gatunków sosen, w tym pospolitą w Polsce sosnę zwyczajną. Zaobserwowano, że łatwiej ulegają jej drzewa poddane stresowi przez trujące gazy, przede wszystkim przez dwutlenek siarki. Silniej atakowane są także górne partie korony i na brzegach drzewostanów. Chorobie sprzyjają także zaburzenia wodne i pokarmowe w glebie.

## Ochrona
Ochrona polega wyłącznie na profilaktyce i zabiegach pielęgnacyjnych. Przy zakładaniu drzewostanów trzeba pamiętać o wybraniu dla nich odpowiednich sadzonek i gleb. Na glebach zdegradowanych należy ukształtować odpowiednio bruzdy i wały, zastosować domieszki drzew liściastych, sadzić w głębsze dołki, ewentualnie z domieszką torfu. Przy cięciach sanitarnych należy uważać, by nie doprowadzić do zbyt dużych przerw w zwarciu drzewostanu. Dla złagodzenia emisji przemysłowych należy na obrzeżu drzewostanu sosnowego sadzić pasy drzew liściastych lub modrzewi.